# Filistata insidiatrix
Filistata insidiatrix (Forsskål, 1775) è un ragno appartenente alla famiglia Filistatidae.

## Descrizione
Si tratta di un ragno di medie dimensioni, con il corpo che può raggiungere i 7 mm nei maschi e i 14 nelle femmine. Presenta il prosoma bruno-giallastro e l'opistosoma grigio, con sottilissimi peli. Gli occhi sono disposti in uno stretto triangolo marrone scuro e due di essi sono bianchi e lucenti, mentre gli altri si distinguono con difficoltà.

## Biologia
Questo ragno caccia costruendo una tela tubolare tra le pietre, ad una delle due estremità costruisce un imbuto composto da numerosi fili crivellati dal cui bordo partono numerosi fili verso l'ambiente circostante.

## Distribuzione
La specie è stata reperita in diverse località dell'ampio areale che va dal Mediterraneo al Turkmenistan, e nelle isole Capo Verde.